# Mystère (film)
Mystère è un film del 1983 diretto da Carlo Vanzina.
Si tratta del primo film con il quale i fratelli Vanzina tentarono di affrancarsi dal genere comico o di commedia popolare, con il quale avevano riscosso grandi successi.

## Trama
Mystère è una prostituta francese di alto bordo che esercita a Roma. La sua amica e collega Pamela ruba un accendino d'oro presso un cliente tedesco e lo nasconde nella sua borsetta. Il tedesco e Pamela vengono misteriosamente uccisi in rapida successione e la stessa Mystère si salva da un'aggressione solo per la prontezza di spirito e l'intervento tempestivo dell'ispettore "Colt". Con quest'ultimo nasce una sottile intesa che permetterà ai due di venire a capo dell'intrigo internazionale nel quale si ritrovano coinvolti.
Il tedesco infatti, era un fotografo che aveva eseguito degli scatti molto compromettenti in occasione di un attentato, da parte dei servizi segreti sovietici ad un'alta carica americana, avvenuto a Piazza di Spagna. Aveva poi nascosto il microfilm degli stessi nell'accendino passato poi accidentalmente nelle mani di Mystère. La bella prostituta scopre che l'assassino del fotografo e dell'amica è il capo della Criminalpol, e riesce a salvare Colt da questi. Lo stesso Colt poi uccide il suo capo e decide di trattare direttamente con i servizi segreti per poter ottenere una ricca somma con la quale poi fuggire per una nuova vita con Mystère.
L'avventuroso succedersi degli eventi permette in effetti all'ispettore di impossessarsi del milione di dollari ma poi il piano iniziale cambia e la donna viene abbandonata. Ma Mystère raggiunge ugualmente Colt nel suo dorato esilio e, anziché vendicarsi, ne chiede e ottiene l'amore. Neanche il ritorno sulle loro tracce dell'agente segreto, assetato dei soldi consegnati per il famoso scambio, guasta la festa ai due innamorati che, ritrovatisi, possono finalmente godersi il sudato bottino.

## Produzione
I fratelli Vanzina ebbero l'idea di questo film dopo aver visto il francese Diva (1981).
Il film è suddiviso in capitoli, con un prologo (l'attentato a Piazza di Spagna ripreso dal fotografo tedesco), 5 capitoli rappresentati dalle altrettante avventurose giornate succedutesi a Roma nelle quali si sviluppa la vicenda legata al microfilm nell'accendino, ed un epilogo (Mystère che ritrova Colt). Quest'ultimo è stato imposto agli autori dal produttore Goffredo Lombardo. Carlo ed Enrico Vanzina erano infatti per un finale secco e cinico, ma la produzione optò per il lieto fine e così venne fatto.

### Riprese
Il film è stato girato a Roma ed in particolare all'Hotel Sheraton all'Eur inaugurato proprio in quell'anno e al parcheggio sotterraneo di Villa Borghese. Gli esterni dell'epilogo sono stati girati ad Hong Kong.

## Distribuzione
Il film è stato distribuito nel circuito cinematografico italiano il 28 novembre del 1983.
Fu distribuito in seguito anche negli Stati Uniti d'America con il titolo Dagger Eyes.

## Accoglienza
La nuova strada, in questo caso del thriller, di fatto non portò riscontri positivi da parte della critica mentre da parte del pubblico ebbe un discreto successo: la pellicola fu il 70º maggior incasso in Italia della stagione cinematografica 1983-1984.
Molto più successo verrà ottenuto dai fratelli Vanzina due anni più tardi, con il loro secondo film di genere thriller: il celebre Sotto il vestito niente.